# Konjugirana linolna kiselina
Konjugirana linolna kiselina (eng. conjugated linoleic acid) nalazi se u najvećem dijelu u crvenom mesu, pogotovo u mesu životinja hranjenih travom, dakle teletini i janjetini.
Konjugirane linolne kiseline (CLA) su obitelj izomera linolne kiseline. U principu je moguće 28 izomera. CLA se uglavnom nalazi u mesu i mliječnim proizvodima dobivenim od preživača. Dvije C=C dvostruke veze su konjugirane (tj. odvojene jednostrukom vezom) za razliku od „tipičnih” polinezasićenih masnih kiselina gdje su dvostruke veze odvojene s dvije jednostruke veze. CLA su istovremeno i cis-masti i trans-masti, jer je jedna od dvije C=C veze cis, a druga trans. CLA opisuje različite izomere oktadekadienskih masnih kiselina.